# DarkBASIC
DarkBASIC (от англ. dark — тёмный и BASIC) — специализированный язык программирования, созданный компанией The Game Creators специально для создания трёхмерных и двумерных игр. Структура языка заимствована из BASIC, также язык похож на AMOS, использовавшийся на Amiga.
Из BASIC в DarkBASIC перешли почти все операторы, и добавились специфичные команды, относящиеся к игровому движку, разработанному в The Game Creators для создания игр с использованием DirectX.

## Возможности языка
- Изображение
  - Автоматическое использование двойного буфера
  - Возможность открытия программы на полный экран
  - Анимация
- Ввод-вывод
  - Ввод с мыши, клавиатуры, джойстиков и других игровых контроллеров
  - Обратная связь (force feedback)
  - Системные вызовы
  - Работа с файлами
- Звук
- 2D
  - Процедуры рисования в 2D
  - Быстрый 2D-блиттинг
  - Полупрозрачность
  - Спрайты, в том числе анимированные
  - Определение столкновений с пиксельной точностью
- 3D
  - Встроенные 3D-примитивы
  - Анимация моделей
  - Освещение
  - Текстурирование

## DarkBASIC Professional
DarkBASIC Professional разрабатывается в качестве замены DarkBASIC. Текущая версия — 7.5, выпущена 28 июня 2010 года.
В отличие от DarkBASIC, «профессиональная» версия генерирует машинный код. Первоначально использовал DirectX 8.1, но позже был обновлён для использования DirectX 9.0c. Язык по сути является тем же что и DarkBASIC, с некоторыми дополнениями. В частности, есть возможность комбинировать простые типы в структуры.
В ноябре 2009, The Game Creators к своему 10-летнему юбилею выпустила бесплатные электронные версии DarkBASIC Professional.
DarkBasic Professional в настоящее время является программным обеспечением с открытым исходным кодом.

## Примеры
Пример программы «Hello, World!», написанной на DarkBASIC:
```
PRINT
 
"Hello, World!"

WAIT
 
KEY

```

Программу можно развивать и до следующего:
```
SET
 
TEXT
 
SIZE
 
40

INK
 
RGB
 
(
0
,
0
,
0
),
 
RGB
 
(
0
,
0
,
255
)

PRINT
 
"Hello,"

WAIT
 
5000

SET
 
TEXT
 
SIZE
 
20

INK
 
RGB
 
(
0
,
0
,
0
),
 
RGB
 
(
255
,
0
,
0
)

CLS

PRINT
 
"World!"

WAIT
 
KEY

```

Ниже указан пример программы которая работает с кубами:
```
Sync
 
On

Sync
 
Rate
 
60

Make
 
Object
 
Cube
 
1
,
 
25

Color
 
Object
 
1
,
 
RGB
(
128
,
 
64
,
 
78
)

Position
 
Camera
 
30
,
 
30
,
 
30

Point
 
Camera
 
0
,
 
0
,
 
0

Make
 
Light
 
1

Position
 
Light
 
1
,
 
0
,
 
30
,
 
0

Do

 
If
 
Downkey
()
=
1
 
then
 
Pitch
 
Object
 
Down
 
1
,
1

 
If
 
Upkey
()
=
1
 
then
 
Pitch
 
Object
 
Up
 
1
,
1

 
If
 
Leftkey
()
=
1
 
then
 
Turn
 
Object
 
Left
 
1
,
1

 
If
 
Rightkey
()
=
1
 
then
 
Turn
 
Object
 
Right
 
1
,
1

 
Sync

Loop

```